# Kościół św. Michała Archanioła w Okrzeszynie
Kościół św. Michała Archanioła – rzymskokatolicki kościół parafii Świętej Rodziny mieszczący się w Okrzeszynie w diecezji legnickiej.

## Historia
W 1352 r. cystersi z Krzeszowa wybudowali kościół, który nie przetrwał do naszych czasów. Obecny kościół pw. św. Michała Archanioła został wybudowany w latach 1580 - 1585, przebudowany w 1736 r. Służył najpierw jako parafialny, a od 1690 r. jako pogrzebowy. Do 1945 r. sprawowana była w nim liturgia pogrzebowa.